# Борисов, Сергей Васильевич
Сергей Васильевич Борисов (1887—1968) — российский революционер, советский партийный деятель.

## Биография
Сергей Борисов родился 21 сентября 1887 года в селе Кудрявцево Покровского уезда Владимирской губернии. После окончания трёх классов школы работал учеником портного, портным. Участвовал в Первой русской революции, стал одним из создателей союза портных. В 1908 году Борисов вступил в партию большевиков. Трижды арестовывался полицией, высылался.
После Февральской революции - заместитель председателя Совета рабочих депутатов города Лысьва Пермской губернии, а после Октябрьской революции — зам. председателя Пермского губисполкома. В конце июля 1918 года принял участие во Всероссийском съезде председателей губисполкомов, на котором выступил В. И. Ленин. В ноябре 1918 г. на VI съезде Советов, где участвовал в качестве делегата от Пермской губернии, был избран в члены ВЦИК. После съезда по рекомендации Я. М. Свердлова направлен на работу в НКВД [6] [7] [8] — с декабря 1918 по июль1919 г. уполномоченный по организации советских органов на местах. После установления Советской власти на Урале работал на партийных должностях в различных губерниях [3] [4]. В июле 1919 г. ЦК партии вновь направил его в Пермь на прежнюю работу зав. отделом управления и зам. председателя Пермского губисполкома, заведующим отделом губкома партии. С августа 1921 по декабрь 1921 г. по назначению Центральной контрольной комиссии - председатель комиссии по чистке партии в Татарской республике. [6] В январе 1922 г. направлен ЦК на партийную работу в Брянскую губернию - зав. губполитпросветом Брянского губисполкома, с февраля 1922 по июль 1924 г. секретарь укома РКП(б) г. Бежица, с августа 1924 по декабрь 1925 г. слушатель курсов марксизма-ленинизма при Коммунистической Академии г. Москва. С декабря 1925 по май 1928 г. ответственный секретарь Орловского губкома ВКП(б). В мае 1928 года направлен на работу в Смоленск, где 19 мая стал ответственным секретарём Смоленского губкома ВКП(б). Проводил чистки аппарата губкома после прежнего секретаря Даниила Павлюченко. С января 1930  по апрель 1932 г. Председатель ЦК профсоюзов водного транспорта г. Москва, с апреля 1932 г. по март 1934 г. Председатель Краевой Контрольной комиссии и РКИ г. Горький. 
26 января—10 февраля 1934 года делегат XVII съезда ВКП(б).
После ликвидации ЦКК РКИ с апреля 1934 по март 1935 г. парторг ЦК на Николаевском судостроительном заводе (г. Николаев). В апреле 1935 г. был послан на ликвидацию прорыва в Кизеловский угольный бассейн, где по январь 1937 г.  работал первым секретарём Кизеловского РК ВКП(б) Свердловской области..[3] [4] [5]
20 января 1937 года Борисов снят с занимаемой должности за «притупление партбдительности, примиренческое отношение к врагам партии и отсутствие руководства стахановским движением». Уехал в Москву, где был назначен начальником Управления промышленными предприятиями Народного комиссариата социального обеспечения СССР. 26 августа 1937 года арестован органами НКВД СССР по обвинению в контрреволюционной деятельности. 2 августа 1938 года решением Особого совещания при НКВД СССР приговорён к 8 годам исправительно-трудовых лагерей. Отбывал наказание в магаданских лагерях в исключительно тяжелых условиях [8].
Отбыв наказание, в августе 1945 года  освобождён, однако 24 мая 1949 года вновь арестован органами МГБ СССР. 6 августа 1949 года приговорён к ссылке на поселение. 24 августа 1955 года  полностью реабилитирован, а 2 сентября — восстановлен в партии.
Проживал в Москве. Умер 09.08.1968 г., похоронен в колумбарии Новодевичьего кладбища Москвы.